# Francesco Maria Piave
Francesco Maria Piave (Murano, 18 de mayo de 1810 – Milán, 5 de marzo de 1876) fue un poeta, muy conocido por ser uno de los libretistas más cercanos a Giuseppe Verdi, siendo su colaborador y amigo durante prácticamente toda la vida.
Nació en Murano, en la laguna de Venecia, cuando la región estaba bajo el poder de Napoleón Bonaparte y formaba parte de lo que entre 1805 y 1814 se llamó Reino de Italia (ver República Cisalpina). Al igual que Verdi, Piave fue un ferviente nacionalista italiano, e incluso en 1848, en Milán, durante las Cinque Giornate, Verdi escribió a Piave en ocasión de la salida de la ciudad de las tropas austríacas comandadas por Joseph Radetzky, y en esa carta se dirige a él con estos términos: Ciudadano Piave. La vida sentimental de Piave fue más agitada que la de Verdi, pues se dice que era un mujeriego.
Junto a Salvatore Cammarano, fue uno de los libretistas más prolíficos en la carrera de Verdi, escribiendo Ernani (1844), I due Foscari (1844), Attila (1846), Macbeth (1847), Il Corsaro (1848), Stiffelio (1850), Rigoletto (1851), La Traviata (1853), Simón Boccanegra (1857), Aroldo (1857) y La forza del destino (1862). Piave habría colaborado también en la elaboración del libreto de Aida que fue comisionado a Verdi en 1870, si no hubiera sufrido un ataque cardíaco.
También colaboró elaborando libretos para otros compositores como Giovanni Pacini, Saverio Mercadante, Federico Ricci y Michael Balfe.
Falleció en Milán en 1876, a la edad de 65 años, y fue enterrado en el Cimitero Monumentale.